# 짧은코반디쿠트
짧은코반디쿠트는 반디쿠트목의 짧은코반디쿠트속(Isoodon)에 속하는 유대류의 총칭이다. 퀸즐랜드와 뉴사우스웨일스, 빅토리아 주, 올버니 등에서 발견된다.

## 하위 종
3종으로 이루어져 있다.
- 황금반디쿠트 (Isoodon auratus)
- 북부갈색반디쿠트 (Isoodon macrourus)
- 남부갈색반디쿠트 (Isoodon obesulus)